# Talk (dal)
A Talk az angol Coldplay együttes ötödik száma a harmadik stúdióalbumukra, az X & Y-on. 2005 júniusában adták ki. 2005 decemberében a dalt az album harmadik kislemezeként jelentették meg, ami nagy visszhangot kapott Európában. Angliában, mikor megjelent a Talk, a 10. helyen lépett be az angol kislemezlistába. A világ többi részén változó sikereket ért el: 1# helyezést kapott a Hollandok Top 40-es listáján, valamint 5. helyet a Kanadai BDS listán. A dalt és a 'Thin White Duke' remixét 2007-es Grammy Dijátadóra jelölték. Az utóbbi nyert.

## Háttér
A Coldplay-nek hónapokig problémáik voltak a stúdiófelvétellel és a dal hangzásának megteremtésével. Kételkedtek abban, hogy a "Talk" rákerül az [X&Y] végső változatára. A felvételek során hatalmas mennyiségű hanganyagot vetettek el, így a dal nem került fel az album korai változatára, amit a kiadójuknak, a Parlophone-nak küldtek el. A "Talk" végül rákerült az albumra, miután rendesen újramixelték.

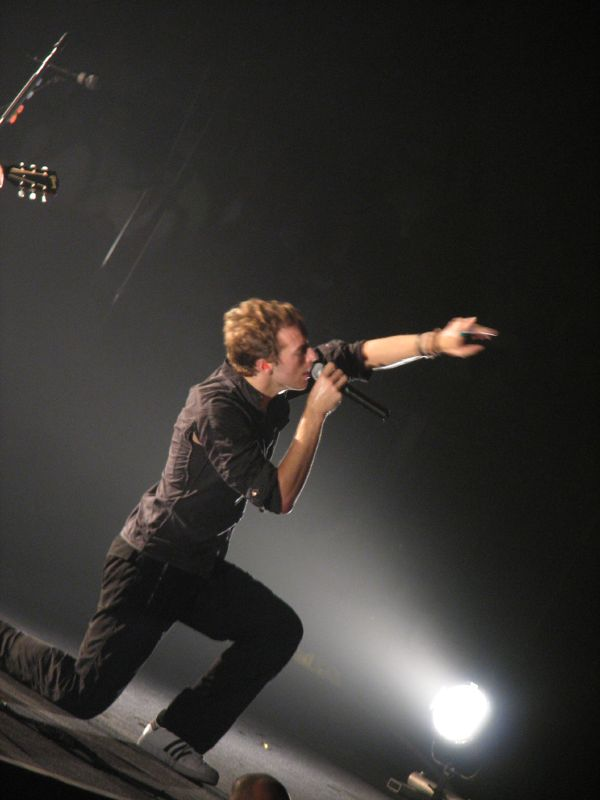
Chris Martin singing "Talk" during the band's 2005 Twisted Logic Tour

Az NME.com kérdésére a szám elkészítésével kapcsolatban Chris Martin azt válaszolta: "Ehhez a verzióhoz képest [ahhoz képest, amit az NME.com hallott, amikor ellátogattak a Coldplay stúdiójába] egy teljesen más változatot készítettünk. Egy teljesen új számot. A "Talk"-kal először minden nagyon jól ment, aztán valaki azt mondta, hogy ennek kéne az első kislemeznek lennie, és erre bepánikoltunk, majd elvetettük az egész dalt. [...] Most mixeltük újra és nagyon jó lett. Olyan sokat szenvedtünk, hogy eljussunk idáig, hogy nem tudom, mit lehetne még vele kezdeni. Amikor meghallottam a rendesen mixelt változatát, szuper volt."
A Coldplay engedélyt kapott a Kraftwerk nevű elektronikus német együttestól, hogy a "Computer Love" (németül: Computerliebe) című számot a dal riffjeként használhassák, a Kraftwerk szintetizátora helyett gitárokkal.
A dalt három változatban vették fel. Az X&Y-on található verzió egy korai változaton alapszik. A számnak egy újabb változata eltérő dalszöveggel kiszivárgott az internetre 2005 elején. A "Talk"-ot eredetileg a "Speed of Sound" B-oldalára szánták, mielőtt hozzáadták volna az X&Y számaihoz.

## Fordítás
- Ez a szócikk részben vagy egészben  a   Talk (song) című angol Wikipédia-szócikk fordításán alapul.  Az eredeti cikk szerkesztőit annak laptörténete sorolja fel. Ez a jelzés csupán a megfogalmazás eredetét és a szerzői jogokat jelzi, nem szolgál a cikkben szereplő információk forrásmegjelöléseként.